# Jan Gryka
Jan Gryka (ur. w 1959 w Michałowie) – polski artysta intermedialny, profesor sztuk plastycznych, nauczyciel akademicki Uniwersytetu Marii Curie-Skłodowskiej w Lublinie. Współtwórca Galerii Białej.

## Życiorys
Absolwent Instytutu Wychowania Artystycznego na Uniwersytecie Marii Curie-Skłodowskiej. W 1983 uzyskał dyplom z malarstwa w pracowni Mariana Stelmasika. W 1992 na Akademii Sztuk Pięknych w Warszawie uzyskał stopień doktora sztuk pięknych, a w 2000 na Uniwersytecie Artystycznym w Poznaniu stopień doktora habilitowanego sztuki. W 2018 postanowieniem Prezydenta RP otrzymał tytuł profesora sztuk plastycznych.
Od 1983 zawodowo związany z macierzystą uczelnią, gdzie pracuje na Wydziale Artystycznym i objął funkcję kierownika Katedry Intermediów.
Od 1985, wspólnie z Anną Nawrot, współtworzy program Galerii Białej w Lublinie. Jest także inicjatorem i kuratorem programu „Młode Forum Sztuki”, promującego młodych artystów.
Stopień doktora pod jego kierunkiem uzyskał Robert Kuśmirowski.

## Twórczość
Jan Gryka jest artystą intermedialnym, tworzy instalacje, obiekty, performansy i interwencje w przestrzeni. Jego twórczość charakteryzuje się konceptualnym podejściem i wykorzystaniem nietradycyjnych, często efemerycznych materiałów, takich jak mąka, chleb, sól, popiół czy sztuczne kwiaty. Prace Gryki często podejmują tematykę pamięci, przemijania, tożsamości oraz relacji między naturą a kulturą. Artysta w swoich realizacjach wchodzi w dialog z zastaną przestrzenią, historią miejsca oraz kontekstem społecznym.